# Џвари
Џвари је манастирски комплекс Грузијске православне Цркве који се налази близу града Мцхете у источној Грузији. Датира из 6. векa, а уврштен је на УНЕСКО-в списак светске баштине.
За цркву која се тренутно тамо налази ("Велика црква Џвари"), сматра се да ју је подигао Стефан I од Иберије између 590. и 605. године, на месту "Мале цркве Џвари", која је подигнута 545. године. То место је и пре градњи ове две цркве, било место за ходочаснике, јер је на њему био подигнут велики дрвени крст, којег је краљ Миријан III подигао на месту паганског храма у раном 4. веку. На натпису који се налази на фасади цркве наведена су имена градитеља: Стефан патрициј, Димитрије хипатон и Адарназ хипатон. Баш из тог разлога се сматра да је Стефан I подигао ту цркву, али се историчар Сирил Туманов не слаже са тиме, већ та имена интерпретира као Стефана II, Димитрија (брата Стефана I) и Адарназа II (брата Стефана II).
Лоциран на стеновитој планини, на ушћу река Мтквари и Арагви, комплекс је у раном средњем веку утврђен каменим зидом и вратима, чији остаци и дан данас постоје. У време Совјетског Савеза, приступ манастиру био је отежан због великих мера безбедности оближње војне базе. Након осамостаљења Грузије, враћен је у верску употребу, те је заједно са осталим споменицима Мцхете уврштен на УНЕСКО-в списак светске баштине 1994. године.